# Eiza González
Eiza González Reyna (Spaanse uitspraak: [ˈeisa ɣonˈsalez ˈreina]; Mexico-Stad, 30 januari 1990) is een Mexicaans actrice en zangeres. Ze werd bekend als Lola in de telenovela Lola, érase una vez en als Santanico Pandemonium in de serie From Dusk till Dawn: The Series.

## Biografie
González ging van 2003 tot 2004 naar de door de Mexicaanse actrice Patricia Reyes Spíndola gerunde toneelschool in Mexico-Stad. Op haar veertiende werd ze toegelaten tot de beroemde Centro de Educación Artística van het televisienetwerk Televisa. Nog voor ze deze opleiding had afgerond, werd González in 2006 gecast voor de hoofdrol van Lola in de telenovela Lola, érase una vez. Na afloop van de serie volgde ze drie maanden een acteercursus aan de Lee Strasberg Theatre and Film Institute in New York. In november 2009 verscheen haar debuutalbum, Contracorriente, en vlak erna was ze gecast voor een rol in de nieuwe telenova Sueña Conmigo.
Ze verhuisde in 2013 naar Los Angeles en zette daar haar acteercarrière voort. Haar eerste Engelstalige rol werd Santanico Pandemonium in de Netflix-serie From Dusk till Dawn: The Series (2014-2016). Later verscheen ze onder meer in Baby Driver (2017).
in 2021 speelde González de rol van de rijke zakenvrouw ''Maia Simmons'' in Godzilla vs. Kong

## Discografie
- Contracorriente (2009)
- Te Acordarás de Mí (2012)